# Denominación de estrellas variables
Las estrellas variables se denominan según una variante de la denominación de Bayer o Flamsteed (a saber, un identificador —letra griega o número— seguido del genitivo latino de la constelación a la cual pertenece). Antes de la segunda mitad del siglo XIX eran pocas las estrellas conocidas, y parecía razonable el utilizar las letras del alfabeto latino a partir de la R para evitar toda confusión con los tipos espectrales. El desarrollo de la astrofotografía y los descubrimientos cada vez más numerosos de estrellas variables condujeron a alcanzar el final del alfabeto. Dos letras se utilizaron después; cuando este sistema también se agotó se utilizó una letra seguida de un número.
En la actualidad, el sistema de nombramiento es el siguiente:
- Las estrellas nombradas según el alfabeto griego (designación de Bayer) conservan esa denominación.
- Las primeras estrellas reciben la letra R, luego la S, y así sucesivamente hasta la Z.
- Las estrellas siguientes reciben las letras RR a RZ, después SS hasta SZ, y así sucesivamente hasta alcanzar ZZ.
- Se utilizan después las letras AA hasta AZ, BB hasta BZ y así sucesivamente hasta QZ, con la salvedad de que se omiten todas las parejas de letras en donde aparece la J.
- Se abandona el alfabeto latino tras 334 combinaciones. Las estrellas siguientes son nombradas V335, V336, etc. La notación Vnnn con nnn inferior a 335 también se puede usar para las estrellas nombradas con letras. Así, V1 corresponde a R, V9 a Z, V10 a AA y V334 en QZ.

Nótese que la segunda letra nunca puede estar en el alfabeto antes que la primera, por lo que combinaciones como BA o ZS no son válidas.
Ejemplos de denominación de estrellas variables son: Delta Cephei, R Coronae Borealis, YZ Ceti y V4647 Sagittarii.

## Historia
A principios del siglo XIX eran muy pocas las estrellas variables conocidas, por lo que parecía razonable usar las letras del alfabeto latino, comenzando con la letra R para evitar cualquier confusión con letras de tipos espectrales o letras latinas (hoy muy poco utilizadas) de denominaciones de Bayer. Este sistema de denominación estelar fue desarrollado por Friedrich Argelander. La creencia general es que Argelander eligió la letra R por la palabra alemana "rot" o la francesa "rouge", cuyo significado en ambos casos es "rojo", ya que muchas estrellas variables conocidas entonces parecen rojas. No obstante, las propia afirmaciones de Argelander desmienten esto.
Para 1836 la letra S sólo había sido utilizada en una constelación (S Serpentis). Sin embargo, con el advenimiento de astrofotografía el número de variables aumentó rápidamente y los nombres de variables pronto alcanzaron el final del alfabeto, quedando aún estrellas por designar. Después de que los sistemas suplementarios de doble letra alcanzaran límites similares, los números fueron finalmente introducidos.